# صدف خمره‌ای چینی
صدف خمره‌ای چینی (نام علمی: Tonna chinensis) نام یک گونه از سرده صدف‌های خمره‌ای است.